# Werner Fend
Werner Fend (* 9. August 1926; † 9. März 1997) war ein österreichischer Lehrer, Jäger, Fotograf, Tierfilmer und Autor.

## Leben
Werner Fend verbrachte seine Kindheit und Jugend in Götzis im österreichischen Vorarlberg. Mit 20 Jahren unterrichtete er als Lehrer an einer Dorfschule in  Innerberg, bis er für Sprachstudien nach Wolverhampton (England) ging, wo er als Krankenpfleger arbeitete. Nach bestandenem Examen nahm er eine Stelle als Sprachlehrer in seiner österreichischen Heimat an. Er erhielt ein Stipendium und studierte an der Columbia-Universität in den Vereinigten Staaten von Amerika. Von dort reiste er nach Indien, wo er, von kleineren Unterbrechungen abgesehen, die nächsten zehn Jahre verbrachte.
Im Jahre 1956 schloss er sich einer deutschen Expedition unter der Leitung von Gustav Adolf Baron von Maydell an, die für die Sammlung von Tieren im Auftrag des Hamburger Zoologischen Museums in die Dschungel Nordindiens reiste. In den folgenden Jahren machte sich Fend einen Namen als erfolgreicher Jäger menschenfressender Tiger und Leoparden, so genannter Maneaters.
Seit 1963 begann er seine persönlichen Erfahrungen filmisch umzusetzen. So präsentierte er 1965 der Welt seinen ersten Tigerfilm. Seine Dokumentarfilme erregten Aufsehen, da er menschenfressende Raubkatzen (v. a. Tiger) als Erster aus nächster Nähe filmte. Auch in den nachfolgenden Jahrzehnten gelangen ihm immer wieder spektakuläre Aufnahmen aus dem Tierreich. Zuerst alleine, später mit seinem Sohn Michael und seiner dritten Ehefrau Renate bereiste er neben Indien und dem Himalaya den südostasiatischen Raum.
Die Dokumentarreihen Die Werner-Fend-Story und Mein Dschungelbuch sorgten für weitere Popularität. Werner Fend starb im Alter von 70 Jahren. Von 1966 bis 1970 war er mit der Choreographin Gerlinde Dill verheiratet. Dieser Beziehung entstammen die Kinder Alexander und Katharina Fend, einer weiteren Beziehung davor Tochter Adelheid.

## Werke

### Filme (Auswahl)
- Auf den Spuren der letzten Kopfjäger
- Bleib bei uns, sanfter Koloss
- Das Geheimnis der silbernen Götter
- Der Geisterberg von Borneo
- Der Palast der 1000 Winde
- Die Nasenaffen von Borneo
- Die Werner-Fend-Story
- Dschungel am Rande des Himmels
- Elefant im Glück
- Fast ausgerottet der Liebe wegen
- Die Feinschmeckeraffen von Borneo
- Ich jagte den Menschenfresser
- Im Dschungel des Löwenkönigs
- Im Rachen des Satans
- Königssöhne
- Laru, der Schlangenboy
- Mein Dschungelbuch (27 Folgen)
- Schlangenkämpfe, Schlangentänze
- Sri Lanka, Trauminsel der Tiere
- Tiere, Dschungel, Abenteuer

## Ehrungen
- Verleihung des Titels Professor durch die Republik Österreich (1990)
- Bundesverdienstkreuz 1. Klasse (5. Oktober 1995)[1]